# 穩態 (電子學)
電子學中的穩態是指電路的一種平衡狀態，其中暫態的影響已可以省略。
在電路中，如何決定穩態是很重要的主題，因為許多電子系統的重要規格都是以穩態下的特性有關。週期性的穩態解是小信號建模的先決條件。因此穩態分析就是設計過程中不可少的一部份。

## 計算方式
穩態計算可以分為時域演算法（時域靈敏度及打靶法）及頻域演算法（諧波平衡）。若是用弦波信號驅動的系統（例如混音器、功率放大器），一般會使用後者。

### 時域法
時域方法可以分為單步法（時域靈敏度）及迭代法（打靶法）。單步法需要輸出的微分量來判斷穩態，不過有些應用下無法得到輸出的微分量，就會使用迭代法。

## 延伸閱讀
- Jan Ogrodsky - Circuit Simulation and Algorithms. CRC Press